# BK117 (航空機)
川崎/ユーロコプター BK117
救助活動に運用されるBK117 B-2（ドイツ・ADAC所属）
- 用途：一般航空, 汎用
- 分類：中型ヘリコプター
- 製造者：川崎重工業・MBB（現エアバス・ヘリコプターズ）
- 運用者：各国消防など
- 初飛行：1979年6月13日（西ドイツ）
- 生産数：2,000機以上(生産継続中)

BK117 は日本の川崎重工業と西ドイツのメッサーシュミット・ベルコウ・ブローム（MBB）社（1992年からユーロコプター・ドイツ社、2014年からエアバス・ヘリコプターズ社に社名変更）が共同で開発・製造した民間用中型双発ヘリコプター。消防や救急用の様々な拡張装備が用意されており、日本でも多くの自治体が採用している。

## 開発経緯

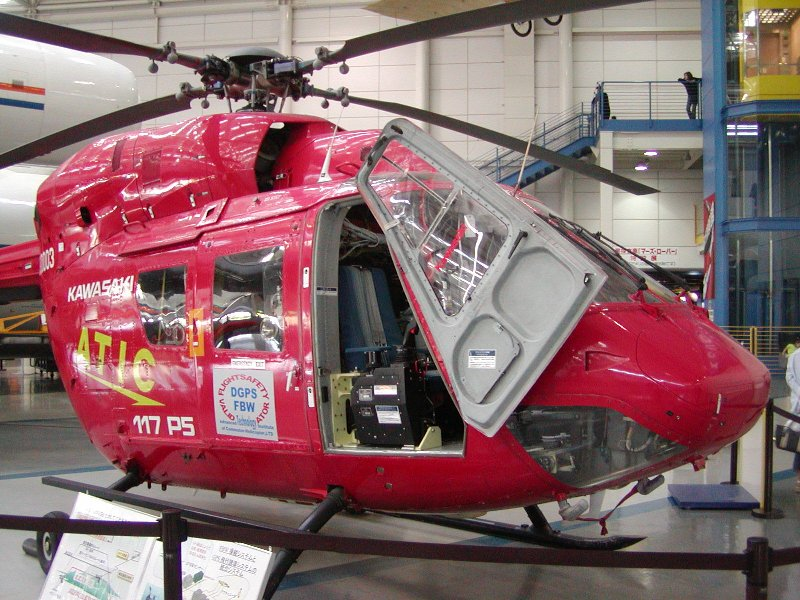
原型試作機 BK 117P5 改造 FBW実験機（岐阜かかみがはら航空宇宙博物館蔵）

川崎重工業では KH-4 や KHR-1 研究機で得た技術力を持って、1960年代から7席クラスの民間用国産ヘリ KH-7 の開発を行っていたが、石油危機の影響で頓挫していた。一方、西ドイツ（当時）のMBB社では、1975年（昭和50年）ごろから7〜10席クラスの Bo 107 ヘリコプター開発を計画しており、両社の意図がほぼ同じところから、2年余りの交渉を経て、1977年（昭和52年）2月に「BK 117」の呼称で共同開発が合意された。
契約は経費、計画、製作、販売割当からなり、1980年（昭和55年）を予定した型式証明取得までは、開発資金と開発分担率を 50 : 50 パーセントの両社対等な関係とした。製造に際しては、主要装備品の重複生産は行わず、互いの生産品を輸出し合い、最終組み立ては別々に行うこととした。担当部位は、川崎が胴体・トランスミッション・降着装置など、MBBがメインローター・テールローター・テールブーム・尾翼・油圧系統・操縦系統などの開発を担当し、メインローターと油圧系統はMBBが開発したBo 105 のものを基本としている。エンジンはライカミングLTS-101-650B-1 (600shp) を2基搭載した。
最終組み立て工場はドイツのドナウヴェルト、日本の各務原市、アメリカ合衆国のコロンバスに所在しており、2010年8月までに800機以上が生産された。
1979年（昭和54年）6月13日にドイツ側で初飛行、日本でも8月10日に初飛行した。1982年（昭和57年）12月9日に西ドイツで型式証明を取得、日本も12月17日に「国産ヘリ」として初めて日本国内の型式証明を取得した。輸出に必要な米国連邦航空局（FAA）による審査はMBB側によって行われ、1983年（昭和58年）3月9日に型式証明を取得した。同時に量産型 BK 117A-1 の納入を開始し、その後に数々の派生型を製造、エンジンも途中からチュルボメカアリエル1E2に改められた。2021年（令和3年）5月までに川崎重工納入分だけで180機が生産され、同年6月には181機納入となり、国内の運航事業会社、各自治体の消防防災航空隊や、警察航空隊向けとして採用されているほか、アジア各国やオセアニア地域へと輸出されている。また、ユーロコプターによってドイツでも販売され、ヨーロッパを中心に500機余りを受注、450機以上を売り上げていて、全世界では1600機以上が採用されている。日本ではエースヘリコプターが導入したBK 117A-4 JA9696）が東宝や東映が制作した特撮において登場している。
自衛隊を含む軍隊については、日本政府の武器輸出三原則を考慮して、救難・救命を除く作戦運用目的としては、販売を控えてきた。ただし、ドイツ側では武装バージョンも開発されており、胴体下に固定された機関砲や吊り下げ式のパイロンにHOT対戦車ミサイルを装備した物であったが、実際には発注されなかった。なお、三自衛隊ではBK117は運用されていないが、防衛装備庁（旧・技術研究本部）が試験計測用に運用している。
1997年（平成9年）からはフルモデルチェンジを行った BK117 C-2（ドイツ名 EC 145）の開発もはじまり、1999年（平成11年）6月12日にドイツで初飛行、2000年（平成12年）3月15日に日本でも初浮揚、3月21日に初飛行した。

## 機体

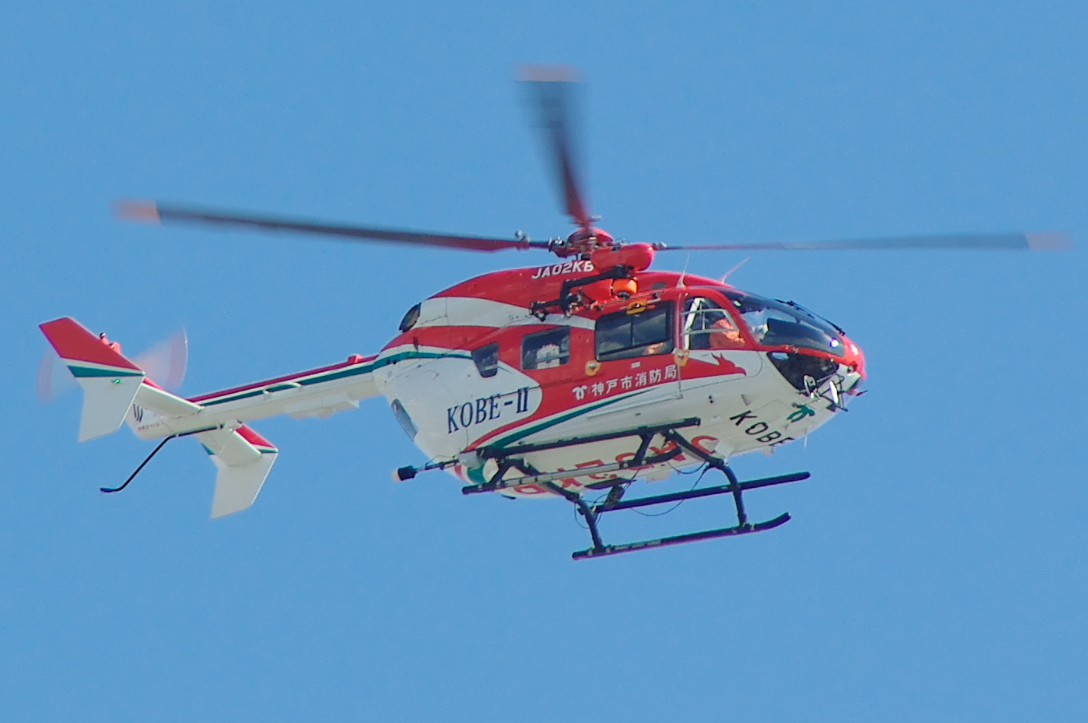
消防防災ヘリコプター「KOBE−II」（神戸市航空機動隊）

機体の特徴は、MBBの Bo 108（EC 135 の原型）と非常に似ているが、こちらのほうが一回り大きい。キャビン両側にはスライド式ドアを、キャビン後端に観音開きドアを設置し、救急用や輸送用など様々な顧客要求に対応できる多用途ヘリとした。機体は単純な構造を採用しながらも頑丈なつくりとし、操縦油圧・燃料・電源などの重要装備は二重化して、高い安全性と信頼性を確保した。無関節型ローター・ハブ・システムは操縦応答性に優れており、高い運動性と操縦性を確立している。また、ローター駆動系統は100万飛行時間を超える運用実績がある。追加装備により、計器飛行方式による運航も可能である。

## 派生型

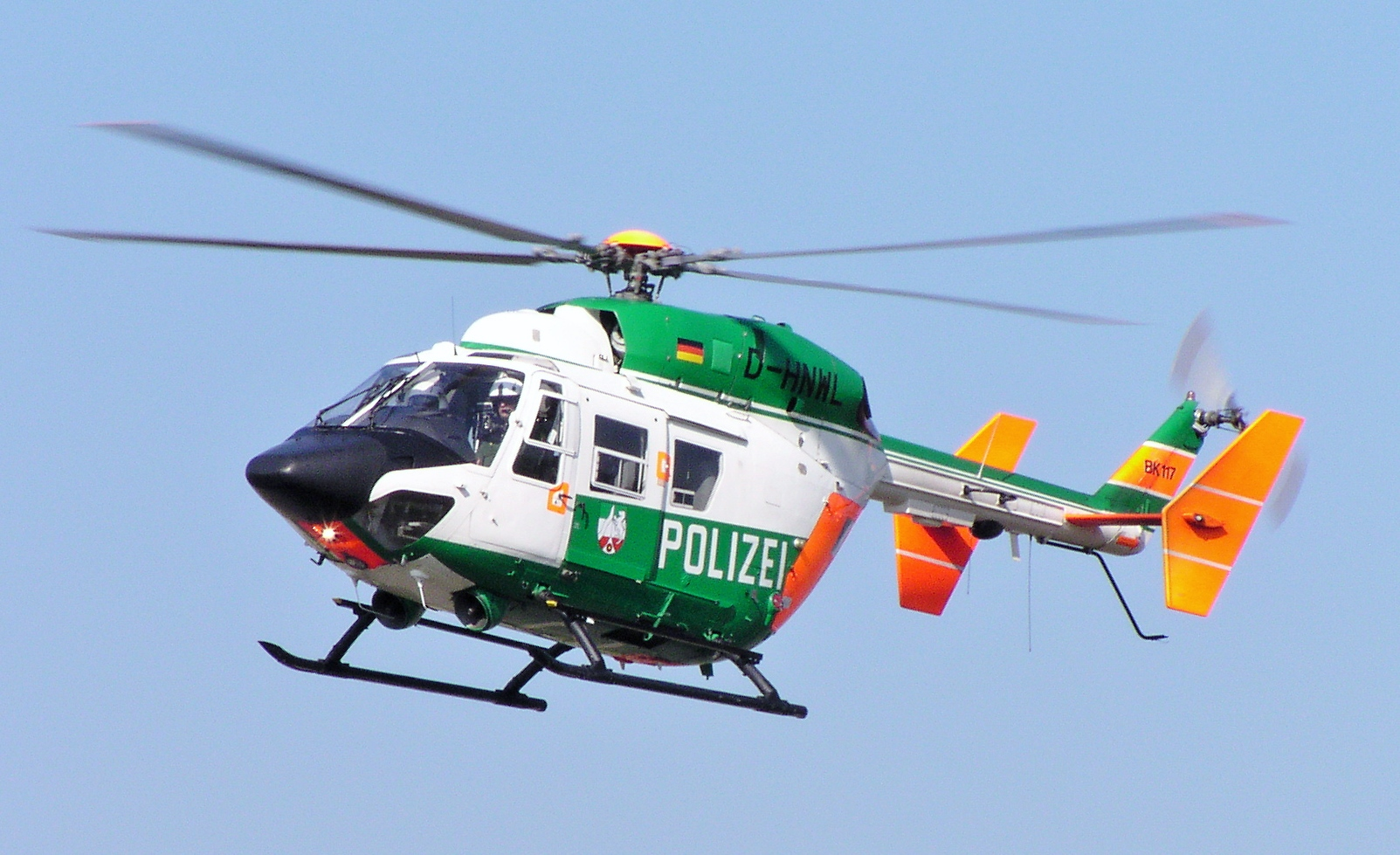
BK117 B-2（ドイツ・ノルトライン＝ヴェストファーレン州警察）

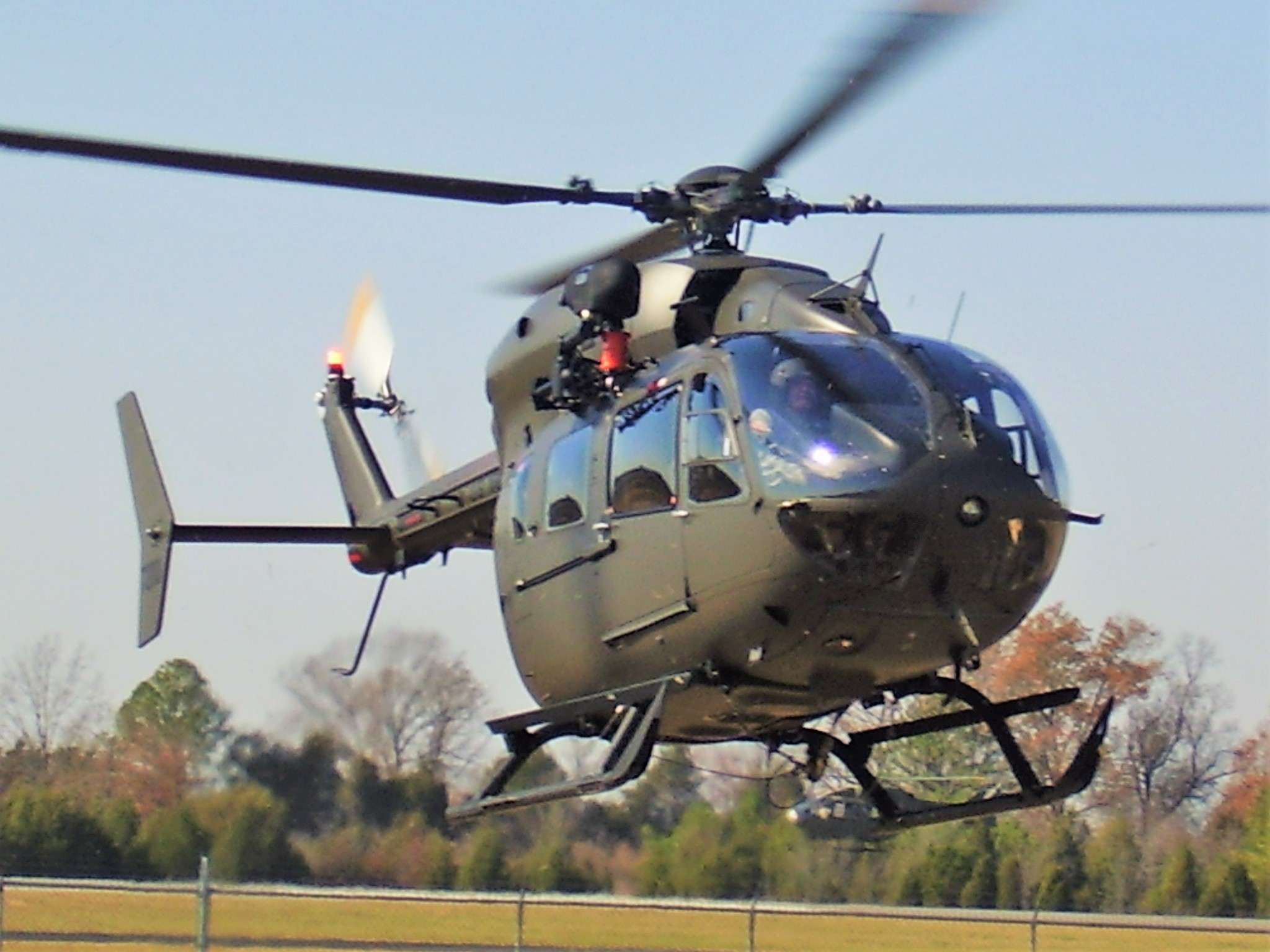
UH-72A "ラコタ"

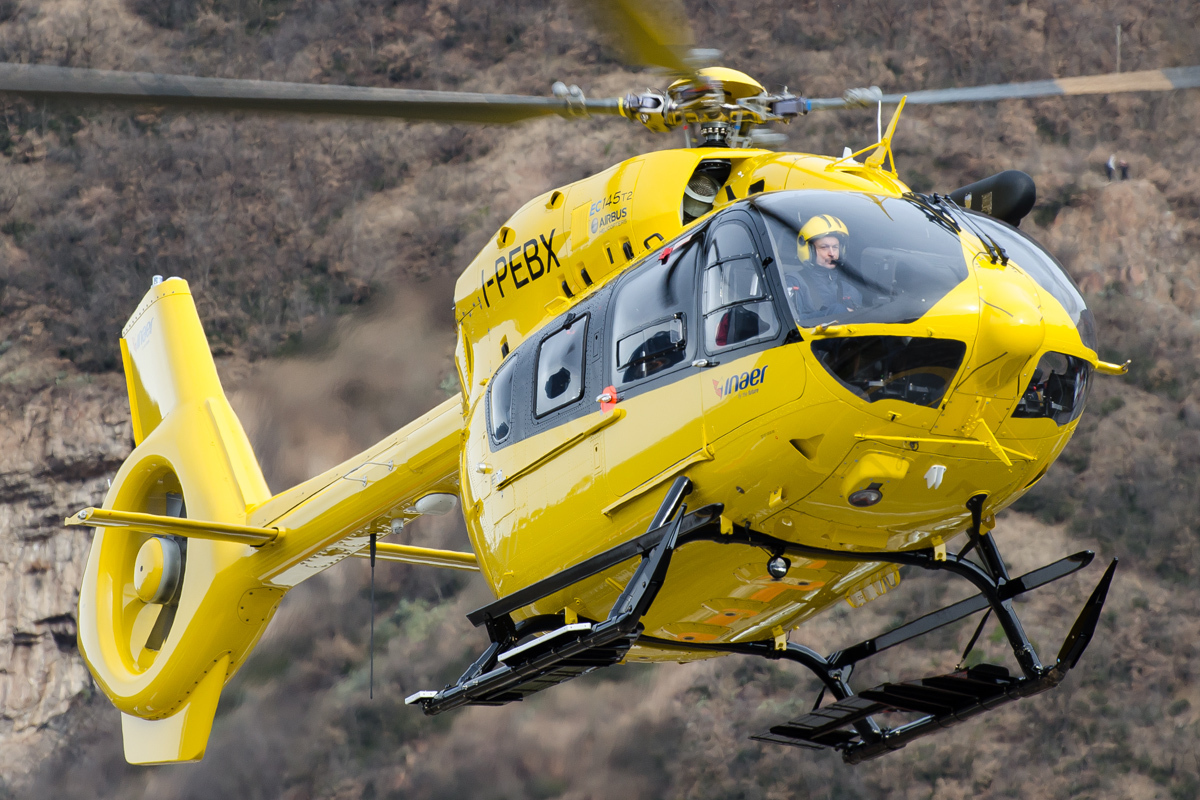
H145 (EC145 T2).

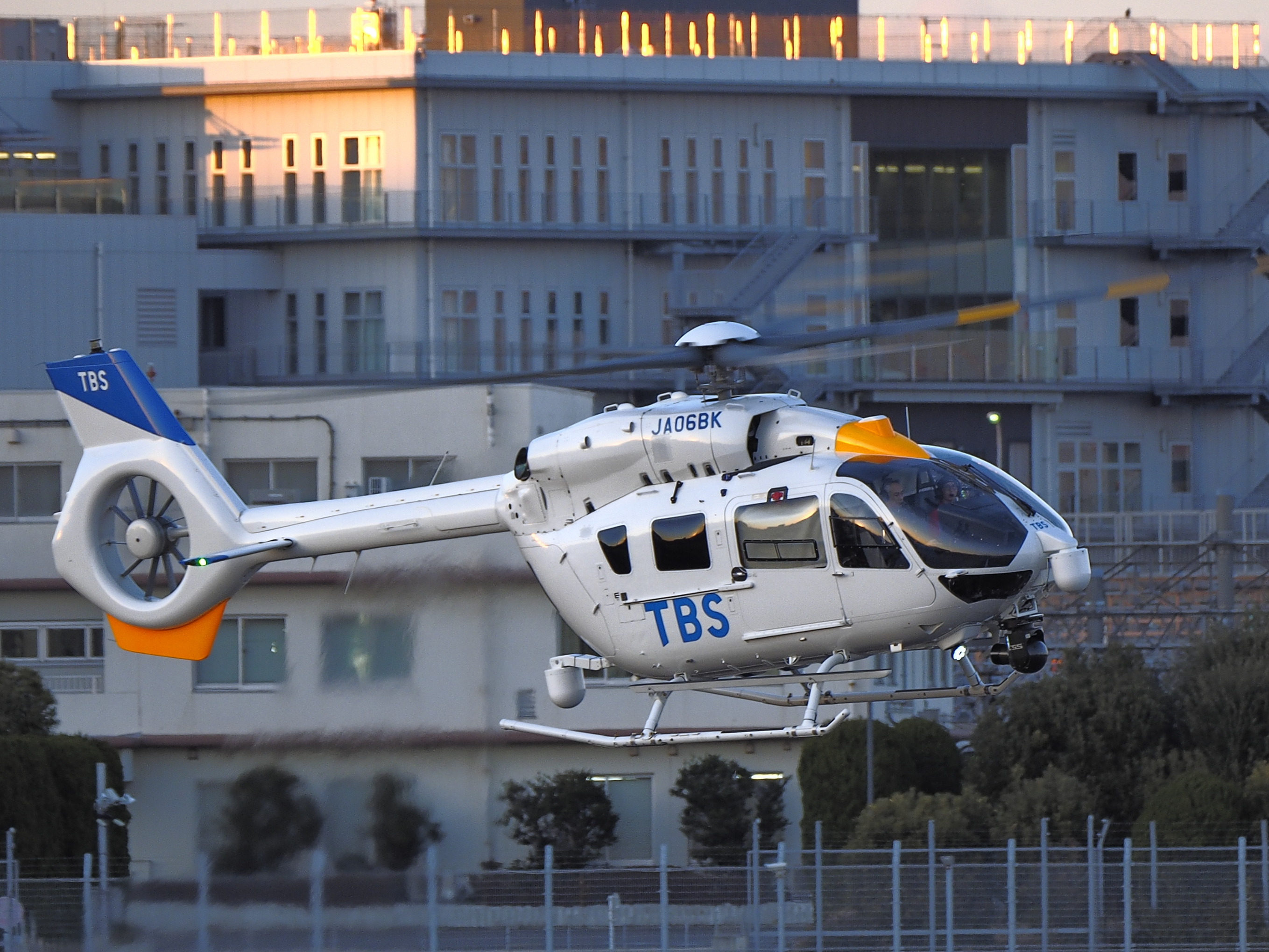
BK117 D-3

BK117
シリーズ最初の型式で、エンジンはライカミング LTS101-650B-1 を2基搭載。1982年（昭和57年）12月に型式証明取得。
BK117 A-3
有効搭載重量を350kg増加したタイプ。1985年（昭和60年）6月に型式証明取得。
BK117 A-4
ホバリング性能および上昇力を向上したタイプ。1986年（昭和61年）8月に型式証明取得。
BK117 B-1
エンジンを LTS101-750B-1 に換装し、高温・高空性能を向上したタイプ。1988年（昭和63年）3月に型式証明取得。原型試作機 P5（原型試作機 P3 を B-1 型相当に改修したもの）を使用してGPS（全地球測位システム）とフライ・バイ・ワイヤ（FBW）方式操縦システムを発展、融合させた実験機を製作し、1999年（平成11年）4月から2000年（平成12年）10月までの飛行実証試験を行った。
BK117 B-2
B-1 の有効搭載重量を150kg増加したタイプ。1993年（平成5年）3月に型式証明取得。
BK117 C-1
エンジンをチュルボメカ「アリエル」1E2 に換装し、高温・高空性能を向上したタイプ。1995年（平成7年）6月に型式証明取得。
BK117 C-2 / EC 145
C-1 のキャビンスペースを約30%拡大、全備重量も150kg増加させて3,500kgとしたタイプ。2000年（平成12年）3月21日に初飛行（日本）、2001年（平成13年）3月30日に日本の型式証明を取得し、11月7日に初号機を納入した。C-1 の特徴を継承しつつ、運動性能や客室の快適性を向上させた機体で、新型操縦室による広い視界を確保し、統合計器システムにより計器の配列を単純化したものにするなど、操縦士の負荷を軽減している。また、燃料タンクの増量や新型ブレードを採用して、ローター性能の向上などにより航続距離を150km延長して700kmの飛行を可能とし、騒音・振動も大幅に低減した。
UH-72A
アメリカ陸軍が本土安全保障任務（州兵）で用いている OH-58 と UH-1H の後継機（軽多用途ヘリコプター：LUH）として採用した、EC 145 の軍用タイプ。愛称はラコタ（Lakota）。ユーロコプターが「145UH」として提案したもので、2006年6月29日に採用が決定した。調達予定数は352機（後に322機へ削減）、契約金額は13億ドル（約1,500億円）、採用から20年間の部品補給や技術支援などを含む機体寿命までの金額は30億ドル（約3,400億円）とされる。1号機は同年12月11日に米陸軍へ引渡され、納入終了予定は2015年となっていた。アメリカ陸軍はその後、TH-67 クリークの後継となる練習ヘリコプターとしても運用することを決め、合計の調達予定数は412機となった。
エアバス・ヘリコプターズは2017年10月9日、アメリカ陸軍に400機目のUH-72A ラコタを納入したと発表した。
生産数は2020年9月時点で463機となっている。
BK117 D-2 / H145(旧名称　EC145 T2)
2分間緊急最大出力775kW (1,039shp) を発揮する電子制御式高出力エンジンチュルボメカ アリエル 2Eを採用するとともにメイン・ギアボックスを改良したことでホバリング性能が大幅に向上し、エンジントラブル時でも従来より安全な飛行が可能となった。また、エンジンの耐久性向上等により定期整備間隔を延長し、整備維持費の低減が図られている。
新型自動操縦装置およびタレス・グループのグラスコックピット統合計器、視認性に優れるアクティブマトリクス型液晶ディスプレイを採用したMEGHAS飛行制御表示装置により、パイロットの負荷も低減されているほか、フェネストロン（ダクテッド・ファン）の採用により、同クラスのヘリコプター中で最高の静音性を達成している。
なお、ユーロコプターの社名がエアバス・ヘリコプターズへ変更したことで現在はH145と改称されている。
BK117 D-3 / H145
日本では2021年（令和3年）5月31日に国土交通省航空局の型式証明を取得した最新の4トンクラスの中型双発ヘリコプターで、D-2の特長を継承しつつ、キャビン内はフルフラットフロアとなり、今までの4枚ブレードから新型の5枚ブレード・メインローターなどにより、最大全備重量の100kgの増加、及び機体重量の50kg軽減によってD-2に比べ有効搭載重量を150kg増加し、最大離陸重量を3,800 kgに引き上げ、有効搭載量を機体の空虚重量と同等に改良したタイプ。
ベアリングレスの新しくシンプルなハブ構造のメインローター設計により、メインローターシステム自体の点検項目が削減され、整備が容易な最新構造となり整備時間も今までと比べ約半分に短縮されている。ベンチマークとしての実用性と信頼性をさらに高め、メインブレードが5枚になったため飛行中の振動も低減し尚且つ快適性が向上し乗客と乗員の乗り心地も改良されている。ローター直径も小さくなり、より狭いエリアでの運用が可能となった。
またワイヤレスの機上通信システム(Airborne Communication System – wACS)の統合により新しいレベルの機内接続性をもたらすことで、飛行中もリアルタイムでの相互接続を可能とし、シームレスで安全なデータ通信を実現。
EASA認証は2020年初めに予定、初号機の納入も同年中に計画。有効搭載量、簡素化された整備作業、そして飛行快適性といった今回のアップグレードは、現行のBK117 D-2 / H145にも改修オプションとして提供される。
サフラン製エンジンアリエル 2EをFADECで制御している他、「ヘリオニクス」デジタルアビオニクス・スイートを搭載。高性能の4軸オートパイロット装備により飛行安全性を高めパイロットの作業負荷を軽減。最新型のBK117 D-3 / H145はクラス最高の低騒音を実現している。
UH-72B
BK117 D-3 / H145をベースとしたUH-72Aの発展型。

## 運用国

### 現用
- マダガスカル - 2023年時点で、マダガスカル空軍が1機のBK117を保有している[10]。
- 南アフリカ共和国 - 1990年代後半の「戦略防衛調達パッケージ」により30機を導入[11]。2023年時点で、南アフリカ空軍が8機のBK117を保有している[12]。

## 性能・主要諸元

### BK117 A-1
出典: All the World's Helicopters and Rotorcraft
諸元
- 乗員: 2名（操縦士）
- 定員: 乗客 7 - 10人
- 全長: 9.91 m （35 ft 6 in）
- 全高: 3.83 m （12 ft 7 in）
- ローター直径: 11 m （36 ft 1 in）
- 空虚重量: 1,650 kg （3,630 lb）
- 最大離陸重量: 2,850 kg （6,270 lb）
- 動力: アブコ・ライカミング LTS101-650B-1(en) ターボシャフトエンジン、410 kW （550 shp）   × 2

性能
- 最大速度: 262 km/h=M0.21 （141 knots, 163 mph）
- 巡航速度: 250 km/h=M0.20 （135 knots, 154 mph）
- 航続距離: 541 km （292 nm, 333 mi）
- 実用上昇限度: 4570 m （14,990 ft）
- * 空中停止高度: 2530 m (8,300 ft)

### BK117 C-1
出典: 川崎重工業HP「警察庁より"川崎式BK117"警察ヘリコプターを受注」
諸元
- 定員: 7〜10人
- 全長: 13.0 m
- 全高: 3.85 m
- ローター直径: 11.0 m
- 空虚重量: 1,764 kg
- 最大離陸重量: 3,350 kg
- 動力: チュルボメカ アリエル 1E2 ターボシャフトエンジン、550 shp （410 kW）   × 2

性能
- 超過禁止速度: 278 km/h=M0.23
- 巡航速度: 247 km/h=M0.20
- 航続距離: 550 km

### BK117 D-2
出典: 川崎重工業HP「最新型ヘリコプター「H145//NK117 D-2」を販売開始」
諸元
- 定員: 10人（標準座席）
- 全長: 13.64 m
- 全高: 3.95 m
- ローター直径: 11.00 m ( 胴体　1.73 m )
- 空虚重量: 1,919 kg （4,231 lbs.　）
- 最大離陸重量: 3,700 kg （8,157 lbs.）
- 動力: チュルボメカ アリエル 2E ターボシャフトエンジン、連続定格最大 771 shp （575 kW）  　離陸時 894 shp × 2

性能
- 超過禁止速度: 268.54 km/h = M 0.219 （145 knots.）
- 最大速度: 268.54 km/h = M 0.219 （145 knots.）
- 巡航速度: 248 km/h （134 knots.）
- 航続距離: 740 km （ 3時間37分。標準タンクのみ、最大全備重量、国際標準大気＋20℃、5,000 feet ） （399.568 海里）
- 実用上昇限度: 5,485 m / ホバリング限界　3,445 m （実用上昇限度 18,000 ft. / ホバリング限界 11.300 ft）

### BK117 D-3
出典: 川崎重工業HP「BK117-D3型の紹介」
諸元
- 定員: 10（標準座席）〜12（最大座席）人
- 全長: 13.54 m
- 全高: 3.98 m
- ローター直径: 10.8 m ( 胴体　1.79 m )
- 空虚重量: 1,919 kg （4,231 lbs.　）
- 最大離陸重量: 3,800 kg （8,047 lbs.）
- 動力: チュルボメカ アリエル 2E ターボシャフトエンジン、連続定格最大 771 shp （575 kW）  　離陸時 894 shp × 2

性能
- 超過禁止速度: 268.54 km/h = M 0.219 （145 knots.）
- 最大速度: 268.54 km/h = M 0.219 （145 knots.）
- 巡航速度: 248 km/h （134 knots.）
- 航続距離: 740 km （ 3時間37分。標準タンクのみ、最大全備重量、国際標準大気＋20℃、5,000 feet ） （399.568 海里）
- 実用上昇限度: 5,485 m / ホバリング限界　3,445 m （実用上昇限度 18,000 ft. / ホバリング限界 11.300 ft）

## 登場作品

### 映画
『ゴジラvsメカゴジラ』
Gフォース特殊部隊の所属機として登場。幕張での対ゴジラ戦が敗北に終わった後、現場から退避する人員を輸送する。
撮影にはエースヘリコプターのJA9696が使用された。
『ミッション:インポッシブル2』
ルーサー・スティッケルの乗機として登場。
『ステルス』
朝鮮人民軍のヘリコプターとして登場。
『よみがえる空 -RESCUE WINGS-』
石川県の防災ヘリコプターとして登場。

### テレビドラマ
『仮面ライダークウガ』
第1話にて、長野県警のヘリコプターとして登場。一条刑事が搭乗し、仮面ライダークウガとグロンギのズ・グムン・バが戦う現場に駆けつけるが、ズ・グムン・バとそれを追ってクウガも乗り込んで来たことで、飛行中の機上で戦闘が展開されていく。その後の物語でも、警視庁のヘリとして度々登場している。
撮影にはエースヘリコプターのJA9696が使用された。

### ゲーム
『サクラスクールシミュレーター』
プレイヤーキャラクターが操縦可能な機体としてC-2型が登場。さくら町総合病院のドクターヘリと個人所有機の2機があり、うち個人所有機は胴体下部に3連装のミサイルランチャーを備えている。